# Adriano Castillo
Adriano Castillo Herrera (né le 24 juin 1941 à Concepción) est un acteur chilien.

## Filmographie

### Télévision

#### Telenovelas
| Telenovelas | Telenovelas                    | Telenovelas         | Telenovelas |
| Année       | Titre                          | Rôle                | Chaîne      |
| ----------- | ------------------------------ | ------------------- | ----------- |
| 1985        | El prisionero de la medianoche | Rufián              | Canal 13    |
| 1985        | La trampa                      | Bonnie              | Canal 13    |
| 2003        | Amores urbanos                 | Salvatore           | Mega        |
| 2011        | Peleles                        | José Santos Cabrera | Canal 13    |

#### Séries
- 1989-2011 : Los Venegas (TVN) : Alfonso "Compadre Moncho" Cabrera
- 2007 : Casado con hijos (Mega) : Animateur de bingo
- 2008 : Transantiaguinos (Canal 13) : Mario Murillo
- 2010 : Gatica (Uniacc TV) : Compadre Moncho
- 2011 : La Colonia (Mega) : El Duende
- 2011 : Los Contreras (Calle 7) (TVN) : Invité
- 2012 : La Chica de Paolo (Uniacc TV) : Manuel

### Doublage
- 1988-1994 : Garfield y sus amigos : John Bonachón / Binky [1]
- 1989-1993 : Babar : Cornelio

### Cinéma
- 2004 : Gente decente

### Vidéoclips
- 2012 : Como Zapato (Revolución Somoza 2012)

### Publicité
- 2011 : Cervezas Brahma : Compadre Moncho